# Pachydactylus geitje
Pachydactylus geitje là một loài thằn lằn trong họ Gekkonidae. Loài này được Sparrman mô tả khoa học đầu tiên năm 1778.

## Hình ảnh

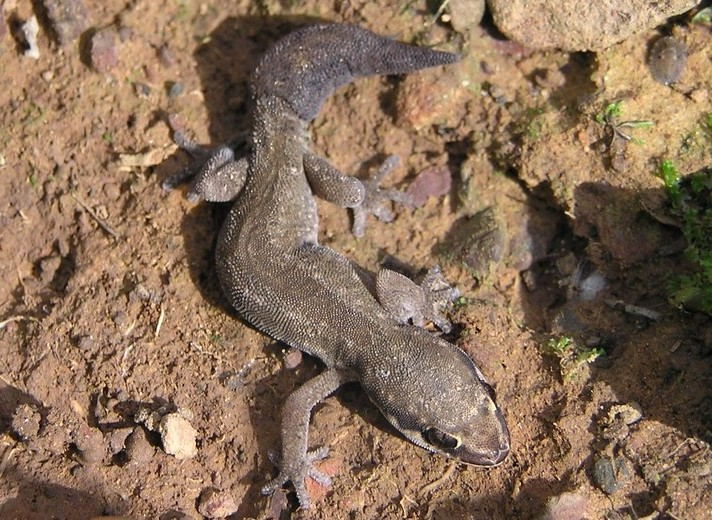